# Botanophila monoconica
Botanophila monoconica este o specie de muște din genul Botanophila, familia Anthomyiidae, descrisă de Chen și Fan în anul 1995.
Este endemică în Qinghai. Conform Catalogue of Life specia Botanophila monoconica nu are subspecii cunoscute.